# Munna kroyeri
Munna kroyeri är en kräftdjursart som beskrevs av Harry D.S. Goodsir 1842. Munna kroyeri ingår i släktet Munna och familjen Munnidae. Inga underarter finns listade i Catalogue of Life.